# شینسئی بانک

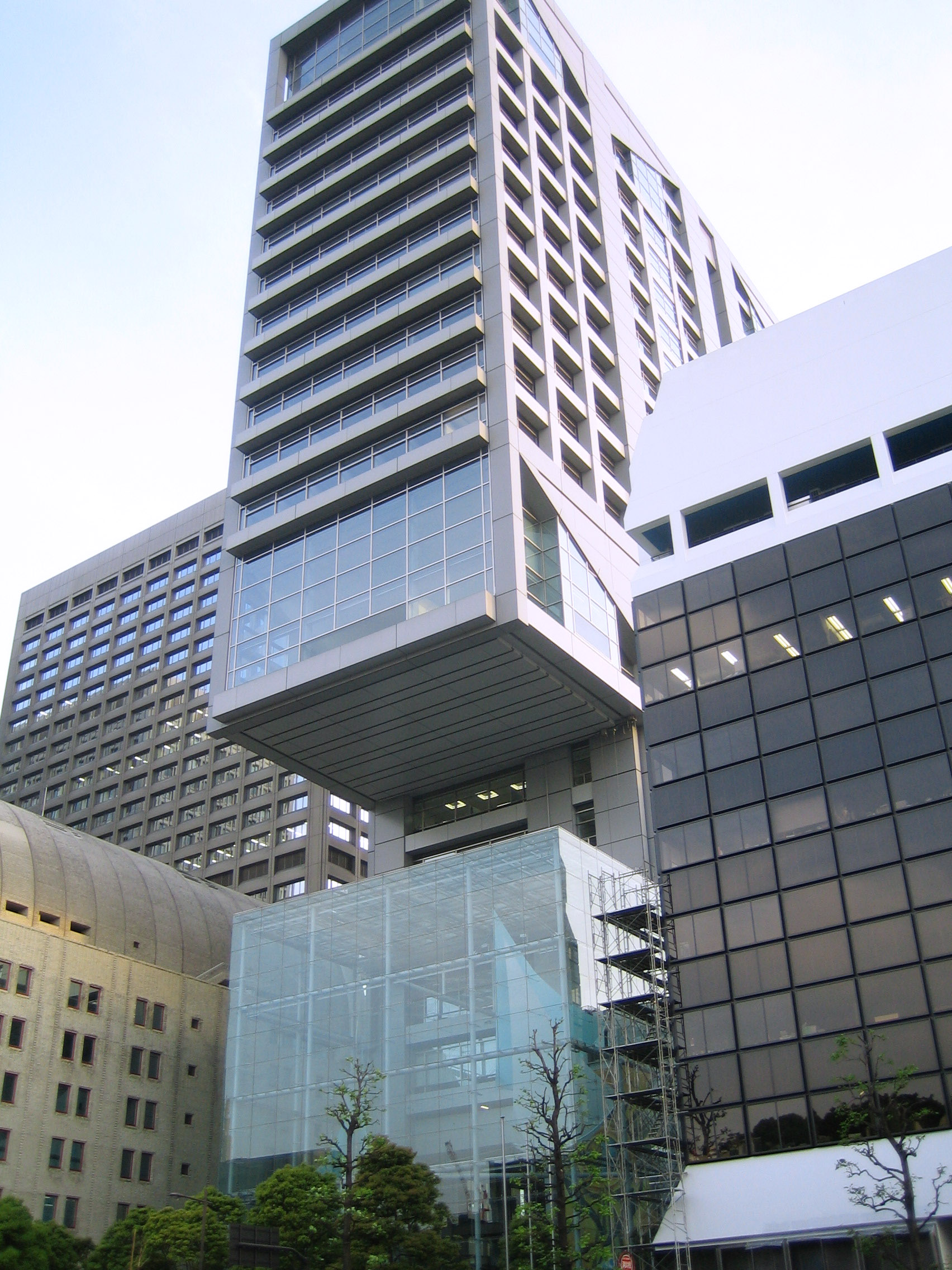
ساختمان دفتر مرکزی شینسئی بانک

شینسئی بانک (به ژاپنی: 新生銀行) مؤسسه مالی ژاپنی است، که در زمینه ارائه خدمات بانکداری شرکتی، بانکداری سرمایه‌گذاری، بانکداری الکترونیک و خدمات ۲۴ساعته خودپرداز فعالیت می‌کند.
شینسئی بانک در سال ۱۹۵۲ تأسیس شد. شعبه مرکزی این بانک در منطقه چوئو شهر توکیو قرار دارد و بخشی از سهام آن در بازار بورس توکیو معامله می‌شود.